# California (альбом Blink-182)
California — сьомий студійний альбом американського рок-гурту Blink-182, який був виданий 1 липня 2016 року. Це перший альбом гурту з новим гітаристом — Меттом Скібою, який замінив Тома ДеЛонга. Альбом записаний в Foxy Studios у проміжку між січнем і березнем 2016 року разом з Джоном Фельдманом. Гурт, разом з ним, регулярно проводив по 18 годин у студії, щоб завершити запис альбому. Назва альбому походить від рідного штату гурту — Каліфорнії, обкладинка створена вуличним художником «D*Face».
Альбом був анонсований 27 квітня 2016 року, разом з виходом синглу «Bored to Death». Гурт підтримав альбом великим туром по Північній Америці і Європі разом з A Day to Remember, All Time Low і The All-American Rejects.
Після туру по Північній Америці гурт сподівається вирушити у повноцінний тур Європою.
19 травня 2017 року вийде Deluxe Edition альбому з десятьма бонусними треками.

## Список композицій
| #     | Назва                         | Тривалість |
| ----- | ----------------------------- | ---------- |
| 1.    | «Cynical»                     | 1:55       |
| 2.    | «Bored to Death»              | 3:55       |
| 3.    | «She's Out of Her Mind»       | 2:42       |
| 4.    | «Los Angeles»                 | 3:03       |
| 5.    | «Sober»                       | 2:59       |
| 6.    | «Built This Pool»             | 0:16       |
| 7.    | «No Future»                   | 3:45       |
| 8.    | «Home Is Such a Lonely Place» | 3:21       |
| 9.    | «Kings of the Weekend»        | 2:56       |
| 10.   | «Teenage Satellites»          | 3:11       |
| 11.   | «Left Alone»                  | 3:09       |
| 12.   | «Rabbit Hole»                 | 2:35       |
| 13.   | «San Diego»                   | 3:12       |
| 14.   | «The Only Thing That Matters» | 1:57       |
| 15.   | «California»                  | 3:10       |
| 16.   | «Brohemian Rhapsody»          | 0:30       |
| 42:36 |                               |            |

| Japanese edition | Japanese edition | Japanese edition |
| #                | Назва            | Тривалість       |
| ---------------- | ---------------- | ---------------- |
| 17.              | «Hey, I'm Sorry» | 3:57             |
| 46:33            |                  |                  |

| Deluxe edition bonus disc | Deluxe edition bonus disc           | Deluxe edition bonus disc                      | Deluxe edition bonus disc |
| #                         | Назва                               | Автор                                          | Тривалість                |
| ------------------------- | ----------------------------------- | ---------------------------------------------- | ------------------------- |
| 1.                        | «Parking Lot»                       |                                                | 2:46                      |
| 2.                        | «Misery»                            |                                                | 3:51                      |
| 3.                        | «Good Old Days»                     | Гоппус *Баркер *Скіба *Фельдман * RAS          | 3:23                      |
| 4.                        | «Don't Mean Anything»               |                                                | 2:46                      |
| 5.                        | «Hey I'm Sorry»                     |                                                | 3:56                      |
| 6.                        | «Last Train Home»                   |                                                | 3:21                      |
| 7.                        | «Wildfire»                          |                                                | 3:02                      |
| 8.                        | «6/8»                               |                                                | 3:47                      |
| 9.                        | «Long Lost Feeling»                 |                                                | 3:04                      |
| 10.                       | «Bottom of the Ocean»               | Гоппус *Баркер *Скіба *Фельдман * Simon Wilcox | 3:27                      |
| 11.                       | «Can't Get You More Pregnant»       |                                                | 0:34                      |
| 12.                       | «Bored to Death» (acoustic version) |                                                | 3:55                      |
| 37:52                     |                                     |                                                |                           |

## Сертифікації
| Регіон | Сертифікація | Продажі |
| --- | ------------ | ------- |
| Австралія (ARIA)                                                                                                 | Золотий      | 35 000^ |
| Канада (Music Canada)                                                                                            | Золотий      | 40 000  |
| Велика Британія (BPI)                                                                                            | Золотий      | 100 000 |
| США (RIAA) | Золотий      | 500 000 |
| ^відвантаження, що базуються лише на сертифікаціях · продажі+прослуховування, що базуються лише на сертифікаціях |              |         |